# Cestrum sparsiflorum
Cestrum sparsiflorum är en potatisväxtart som beskrevs av Nathaniel Lord Britton och Henry Hurd Rusby. Cestrum sparsiflorum ingår i släktet Cestrum och familjen potatisväxter. Inga underarter finns listade i Catalogue of Life.